# Karolina Bacia
Karolina Bacia (ur. 12 listopada 1990 w Warszawie) – polska aktorka filmowa, teatralna i dubbingowa.

## Życiorys
Absolwentka Wydziału Aktorskiego Akademii Teatralnej im. Aleksandra Zelwerowicza w Warszawie w 2017. Od 2002 użycza swojego głosu w dubbingu. W 2016 miał miejsce jej debiut teatralny na scenie Teatru Powszechnego w Warszawie – odegrała rolę Diany w Fantazym.
Występuje również na antenie Radiowej Dwójki oraz Radiowej Trójki w słuchowiskach Teatru Polskiego Radia.

### Życie prywatne
Jest w związku z Jakobe Mansztajnem. Ma z nim córkę – Wandę (ur. 2022).

## Filmografia
Opracowano na podstawie materiałów źródłowych:
- 2015: M jak miłość jako Kasia (odc. 1182)
- 2016: Planeta singli jako dziewczyna Oskara
- 2016: Bodo
- 2016: Na noże jako Maja, kucharka (odc. 13)
- 2016: Kaprys losu jako Lilka, dziewczyna Patryka
- 2017: Na dobre i na złe jako Basia, narzeczona Brunona (odc. 665)
- 2017: M jak miłość jako właścicielka psa w kawiarni Kingi (odc. 1276)
- 2017: Lekarze na start jako pacjentka Marzena
- 2018: W rytmie serca jako Paulina, żona Fabiana (odc. 17)
- 2018: Komisarz Alex jako Ewa Tucewicz (odc. 141)
- 2019–2020: Stulecie Winnych jako Mania Winna
- 2019–2020: O mnie się nie martw jako stażystka Karolina Giżyńska
- 2020: Na dobre i na złe jako Tola
- 2021: Dawid i elfy jako recepcjonistka w Agencji Mikołajów
- 2021: Chyłka. Oskarżenie jako Maria Godlewska w roku 1983 (odc. 3, 5)
- 2021–2022: Gra na Maksa jako Ala
- 2021: Backdoor. Wyjście awaryjne
- 2021–2023: Papiery na szczęście jako fryzjerka Żaneta
- 2022: Przyjaciółki jako Olga
- 2023: Kiedy ślub? jako asystentka reżysera

## Teatr
- Anioły (reż. A. Dykczak)
- Barbarzyńcy (reż. A. Sanjuk)
- Dom tajemnic (reż. M. Hycnar)
- Dziób w dziób (reż. M. Małecka-Wippich)
- Fantazy (reż. M. Zadara)
- Farsa na trzy sypialnie (reż. A. Seniuk)
- Koszt życia (reż. G. Chrapkiewicz)
- Opowieści o zwyczajnym szaleństwie (reż. M. Hycnar)
- Plastiki (reż. G. Chrapkiewicz)
- Polowanie na łosia (reż. G. Chrapkiewicz)
- Pożar w burdelu (reż. M. Walczak)
- Pułapka (reż. J. Wernito)
- Roz/czarowanie (reż. A. Wieczur-Bluszcz)
- Saturn i Mel (reż. M. Sufin)
- Wassa i inni (reż. M. Wortman)
- Wesele (reż. D. Błaszczyk)

## Dubbing
- Azyl – Urszula
- Bing – Pola
- Bociany
- Ciemny kryształ: Czas buntu – Brea
- Coco
- Czarownica Emma – Maddie Van Pelt
- Era Ronków – Mila
- GO! Żyj po swojemu – Sofia
- Jedenastka – Zoe Velazquéz
- Kuromukuro – Mika Ogino
- Lego Batman: Film – Trujący Bluszcz
- Little Witch Academia – Amanda O’Neill
- Maria Magdalena – Sara
- Miraculum: Biedronka i Czarny Kot - Mylène Haprèle (odc. 29-30, 32, 35, 41-43, 50, 53, 56-57, 62-63, 65, 72, 74, 79, 81, 83, 85-90, 100, 102, 104, 106, 110-111, 114, 115 – część kwestii, 116-118, 124-131, K14, K17-K18, K25, K34); Nooroo (odc. 22, 69, 76, 79, 94, 127); Alix Kubdel (odc. 32, 46, 57, 63, 66-68, 70-72, 74, 81, 83, 85-90, 94, 102, 130, K14, K19, K32, 105); Ella Césaire (odc. 38, 50, 69, 92, 97, 99, 115); Etta Césaire (odc. 38, 50, 69, 92, 97, 99, 115); Chłopiec (odc. 65)
- Monster High: Boo York, Boo York – Mouscedes King
- Następcy – Evie
- Następcy 2 – Evie
- Następcy 3 – Evie
- Następcy: Świat Potępionych – Evie
- Nie ma jak w rodzinie – Nguyen Nguyen
- Pacific Rim: Rebelia – Viktoria
- Player One – ekspertka
- Pokémon: Wybieram cię! – sędzia walki o odznakę tęczy, mały Sorrel
- Power Rangers
- Przygody Rocky’ego i Łosia Superktosia – wiewiórka Rocky
- Ralph Demolka w internecie – Galaretta
- Scooby-Doo! i WWE: Potworny wyścig – Paige
- Soy Luna
- Spider-Man: Daleko od domu
- Tarzan i Jane – Greenly
- Tini: Nowe życie Violetty – Melanie
- Ulica Dalmatyńczyków 101 – Roxy
- Wiedźmin – Triss Merigold
- Wilk w owczej skórze 2 – Simone
- Wodnikowe Wzgórze – Hyzentlaja
- Wojownicze żółwie ninja: Wyjście z cienia
- Wyprawa Magellana
- Zakręcony piątek – Monica Yang
- Zjazd rodzinny – Mikayla, Fannie Joe Williams, Renee

### Gry komputerowe
- Disney Infinity 3.0
- League of Legends – Vex
- Star Wars Jedi: Upadły zakon – partyzantka

## Wyróżnienia
- (2016) Nagroda Dziennikarzy za rolę Diany w spektaklu Fantazy Michała Zadary podczas 41 Opolskich Konfrontacji Teatralnych[3].
- (2018) Nagroda Arete za debiut w Teatrze Polskiego Radia[3].
- (2020) Nagroda Rektora Akademii Teatralnej w Warszawie za rolę w spektaklu telewizyjnym Dziób w dziób[2].